# 곤도 데쓰시
곤도 데쓰시(일본어: 近藤 徹志, 1986년 11월 4일 ~ )는 일본의 전 축구 선수이다.

## 구단 경력
그는 2004년부터 2017년까지 J리그의 우라와 레즈, 에히메 FC, 파지아노 오카야마, 카탈레 도야마에서 활동하였다.